# Clifton (New Jersey)
Clifton – miasto w Stanach Zjednoczonych, w stanie New Jersey, w hrabstwie Passaic.
W mieście rozwinął się przemysł metalurgiczny, bawełniany, chemikaliów, elektryczny oraz papierniczy.